# Хорхе Капитанић
Хорхе Милтон Капитанић Поповић (шп. Jorge Milton Capitanich Popovich; Пресиденсија Роке Саенс Пења, 28. новембар 1964) је аргентински економиста и политичар српског порекла.

## Биографија
Хорхе Капитанић рођен на северу Аргентине у провинцији Чако у новембру 1964 године. Његови преци дошли су у Јужну Америку из Црне Горе. По завршетку школе, дипломирао је 1988. године на економском факултету националног универзитету у главном граду Резистенсији, главном граду покрајине Чако. Даље је наставио своје студије у Буенос Ајресу, где је завршио постдипломске студије на Универзитету Белграно 1991 године, а затим је завршио студије финансија на економском факултету Универзитета "Сан Андреас", добивши титулу магистра.
У 1999. години Капитанић је био кандидат за место гувернера покрајине Чако, али је био поражен. Више пута је биран у савезни Сенат Аргентине. У 2001 години два дана обављао је дужност министра економије Аргентине због економске кризе која је земљу потресала. Следеће године је четири месеца био шеф кабинета. У 2003 години поново се кандидовао за место гувернера у родној покрајини Чако, али је изборе поново изгубио. Трећи пут се кандидовао у 2007. години, при чему је изабран. Реизабран је на изборима у 2011 години, након чега је остао на позицији до новембра 2013. године када даје оставку.
Председница Аргентине Кристина Киршнер је 19. новембра 2013 године одлучила да промени шефа кабинета министара Тада је Капитанић поново именован на ову позицију. Крајем фебруара 2015. године председник земље Кристина Киршнер, поново је реорганизовала владу. Капитанић је дао оставку да би га наследио бивши шеф кабинета министара и његов претходник Анибал Фернандез.